# Canthigaster rivulata
Canthigaster rivulata är en fiskart som först beskrevs av Temminck och Hermann Schlegel 1850.  Canthigaster rivulata ingår i släktet Canthigaster och familjen blåsfiskar. Inga underarter finns listade.